# Cilla Black
Priscilla María Verónica White, más conocida como Cilla Black (Vauxhall, Liverpool, 27 de mayo de 1943 — Estepona, Málaga, 1 de agosto de 2015), fue una cantante, presentadora, actriz, artista y personalidad de los medios inglesa.

## Vida y carrera
Nació el 27 de mayo de 1943 en Vauxhall (Liverpool). Sus padres fueron John Patrick White y Priscilla Blythen. Black tenía un abuelo galés, Joseph Henry Blythen, que nació en Wrexham (Gales). Se crio en un hogar católico y asistió a la escuela de St. Anthony, detrás de la iglesia de San Antonio en Scotland Road.
Cuando todavía era una joven cantante de la ciudad de Mersey consiguió que se fijara en ella Brian Epstein, quien se encargaría de conducir su carrera hacia el triunfo comercial en la producción en Parlophone de George Martin y la colaboración de la escritura de canciones de los Beatles, principalmente de Paul McCartney.
Cilla comenzó a actuar en The Cavern, el mítico club que hizo famosa en todo el mundo a The Beatles. Cuando Epstein, el responsable de su cambio de nombre, la puso en manos de Martin en 1963, no sabían que iban a convertir a la pelirroja Black en una máquina realizadora de éxitos.
Su primer sencillo fue «Love of the Loved», tema compuesto por John Lennon y McCartney, que alcanzó el puesto número 35 en la lista de ventas del Reino Unido.
Al año siguiente, en 1964, se produjo la explosión comercial de Cilla Black gracias a «Anyone Who Had a Heart», la clásica balada de Burt Bacharach y su letrista Hal David que la cantante de Liverpool llevó a lo más alto en Inglaterra. Otro número uno, «You're My World», confirmó el atractivo comercial de Cilla. 1964 se cerró con el sencillo «It's for You», un tema escrito por Paul McCartney (firmado como Lennon/McCartney).
En 1965 aparecerían temas de calado romántico, como «You've Lost That Lovin' Feelin'», la popular canción de Phil Spector, Barry Mann y Cynthia Weil y «I've Been Wrong Before»,compuesto por Randy Newman.
Después de 1966, estrenó sencillos como «Loves just a broken heart» y «Alfie», canción de la película con el mismo nombre protagonizada por Michael Caine.
En 1967, falleció su amigo y mentor, Brian Epstein. Su carrera tuvo un leve retroceso, ya que temas como «What good am I» y «I only live to love you» no lograron la resonancia popular de los editados en años anteriores.
Cilla consiguió recuperarse gracias a Bobby Willis, su nuevo representante. Willis, quien también ejercía tareas de composición, contrajo matrimonio con la cantante en 1969. En 1968, retornó a los puestos altos de las listas musicales con un nuevo tema escrito por Paul McCartney, «Step Inside Love». «Where is Tomorrow», en cambio, no obtuvo tanta fortuna. 
Ese mismo año, debutó como actriz en la comedia Work Is a 4-Letter Word. Con el fin de la década su éxito como cantante se redujo, volcándose en sus trabajos televisivos. En la década de 1970, Cilla protagonizó sus propias series de televisión, incluyendo la serie Surprise Surprise en la televisión británica, comenzando en 6 de mayo de 1984 hasta el 26 de diciembre del 2001.

## Influencia en otros artistas
Una de las artistas que se ha declarado fan de Cilla Black desde su juventud fue Agnetha Fältskog, quien en 2004 realizó la grabación de su regreso a la escena musical con el álubm "My Colouring Book", donde incluyó la canción interpretada por Black If I Thought You'd Ever Change Your Mind.
Fältskog considera a Cilla Black como una de sus heroínas en la música, y que entre ellas se basó para solidificar su carrera como cantante.
En 2022 y 2023, el tema de la serie Surprise Surprise se convirtió en meme en la app TikTok e Instagram. 

## Muerte
Falleció en su residencia española de Estepona (Málaga) el 1 de agosto de 2015 a la edad de 72 años.